# 18e armée régionale (Japon)
La 18e armée régionale (第18方面軍, Dai-jūhachi hōmen gun) est une composante de l'armée impériale japonaise basée en Bangkok durant la Seconde Guerre mondiale.

## Histoire
La 18e armée régionale japonaise est formée le 4 janvier 1943 sous le nom d'« Armée de garnison du Siam » (泰国駐屯軍司令官, Tai-koku Chūtongun shirebu). Elle est renommée « 39e armée » le 14 décembre 1944 et devient la « 18e armée régionale » le 7 juillet 1945 peu avant la fin de la guerre du Pacifique.
La 18e armée régionale est placée sous le contrôle du groupe d'armées expéditionnaire japonais du Sud en tant que réserve militaire et force de garnison pour aider à défendre l'empire du Siam, allié nominal de l'empire du Japon, contre une possible invasion alliée, mais en termes moins officiel, elle est présente pour s'assurer que le Siam reste un allié du Japon. Son quartier-général se trouve à Bangkok.
La 18e armée régionale est démobilisée lors de la reddition du Japon le 15 août 1945 sans avoir combattu.

## Commandement

### Commandants
|   | Nom                               | De             | À            |
| - | --------------------------------- | -------------- | ------------ |
| 1 | Lieutenant-général Aketo Nakamura | 4 janvier 1943 | 15 août 1945 |

### Chef d'état-major
|   | Nom                           | De               | À                |
| - | ----------------------------- | ---------------- | ---------------- |
| 1 | Major-général Seiji Moriya    | 4 janvier 1943   | 21 janvier 1943  |
| 2 | Major-général Kunitaro Yamada | 21 janvier 1943  | 22 novembre 1944 |
| 3 | Major-général Hitoshi Yamada  | 22 novembre 1944 | 9 juillet 1945   |
| 4 | Major-général Tadashi Hanaya  | 9 juillet 1945   | 14 juillet 1945  |